# FK Mastis Telšiai
Futbolo klubas Mastis var en fotbollsklubb i Telšiai i Litauen. 

## Historia
Mastis grundades 1956. Slutligen försvunnit 2013.

## Placering tidigare säsonger
| Säsong  | Nivå | Liga             | Placering | Referens |
| ------- | ---- | ---------------- | --------- | -------- |
| 1990    | 1    | Aukščiausia lyga | 14        | [ 1 ]    |
| 1991    | 2    | II lyga          | 6         | [ 2 ]    |
| 1991/92 | 2    | II lyga          | 7         | [ 3 ]    |
| 1992/93 | 2    | I lyga           | 2         | [ 4 ]    |
| 1993/94 | 2    | I lyga           | 7         | [ 5 ]    |
| 1994/95 | 2    | II lyga          | 3         | [ 6 ]    |
| 1995/96 | 1    | Aukščiausia lyga | 13        | [ 7 ]    |
| 1996/97 | 1    | Aukščiausia lyga | 11        | [ 8 ]    |
| 1997/98 | 1    | Aukščiausia lyga | 11        | [ 9 ]    |
| 1998/99 | 1    | Aukščiausia lyga | 13        | [ 10 ]   |
| 1999    | 3    | Antra lyga       | 2         | [ 11 ]   |

## Kända spelare
- Irmantas Zelmikas
- Vidas Dančenka
- Giedrius Arlauskis